# Отношения БССР и КНР
Отношения БССР и КНР — двухсторонние контакты между Белорусской Советской Социалистической Республикой и Китайской Народной Республикой в 1949—1991 годах.
Пик взаимодействия на различных уровнях пришёлся на 1950-е годы. Из-за советско-китайского раскола контакты между Минском и Пекином прекратились. Восстановление двухсторонних отношений произошло только после обретения Беларусью независимости.

## На международной арене
В феврале 1944 года советское руководство предоставило республикам внешнеполитические полномочия, что привело к выходу БССР на международную арену. В 1945 году вместе с УССР она стала членом ООН.
В 1949 году, когда по итогам гражданской войны в Китае была провозглашена КНР, белорусская дипломатия занялась борьбой за предоставление Пекину места в ООН. Делегация БССР выступала за лишение тайваньского правительства права представлять интересы китайского народа в международном сообществе.
3 октября 1950 года министр иностранных дел БССР Кузьма Киселёв без санкции общесоюзного руководства выступил с трибуны Генассамблеи ООН в защиту КНР, с резким осуждением позиции представителя Тайваня. Инициатива белорусского министра не соответствовала тактике советского представительства. Министр иностранных дел СССР Андрей Вышинский обвинил коллегу в экстремизме, приказал посадить его под домашний арест и отправил соответствующую телеграмму в Москву. Однако Иосиф Сталин одобрил поступок Киселёва.

## Общественные связи
В 1950-е годы велась переписка между студентами Витебского и Пекинского пединститутов, учащимися СШ № 29 города Минска и СШ № 14 города Нанкин, сотрудниками Музея истории Великой Отечественной войны в Минске и Музея революции в Пекине.
В 1960 году в составе Белорусского общества дружбы и культурной связи с заграницей (БелОД) основано республиканское отделение общества советско-китайской дружбы (ОСКД). Городские отделения организации открылись в Минске, Витебске и Могилёве. За первый год первичные ячейки были созданы на 5 белорусских предприятиях. Члены ОСКД в БССР занимались обменом с китайской стороной выставками, фотоподборками, документальными и художественными фильмами, другими информационными материалами.
В 1958 году обменялись делегациями Минский и Тяньцзинский тракторные заводы, в 1961-м были установлены связи между БГУ и Циньминским университетом города Гирин.

## Экономические связи
С 1950 года поставки в Китай производили минские автомобильный, тракторный, станкостроительный заводы, Гомельский станкостроительный завод, Мозырский завод мелиоративных машин, Бобруйский машиностроительный завод. В этот же период в СССР находилось на практике около 8 тыс. китайцев, которые работали, в том числе на крупнейших предприятиях Минска, Гомеля, Витебска.

## Культурные связи
На китайский язык переведены сборники стихов «Жалейка» Янки Купалы и сборник рассказов «В Москву» Ивана Шамякина, пьесы Кондрата Крапивы «Пяюць жаваранкі» и «Хто смяецца апошнім». Стараниями переводчиков У Ланьханя и Гэ Баоцюаня издан сборник избранных произведений Максима Танка. В свою очередь на белорусский переводились китайские произведения. Среди изданного — сборник китайских народных сказок 1952 года и сборник произведений китайских авторов 1953 года.
В июле 1952 года Белорусский государственный театр имени Якуба Коласа (Витебск) поставил спектакль «Пролитая чаша» по произведению писателя Ван Шифу. Большой популярностью пользовались в республике выступления китайских артистов. Одним из первых мероприятий такого рода был приезд в Минск в феврале 1952 года художественного ансамбля молодёжи КНР. В 1955 году БССР посетил Шанхайский театр шаосинской оперы, в 1957 — Молодёжный ансамбль песни и танца, в 1960 — балетная труппа Центрального театра оперы и балета, в 1965 — ансамбль Народно-освободительной армии Китая.
В марте−апреле 1959 года в Минске демонстрировалась выставка произведений молодых художников Китая, в сентябре прошли выставка китайской книги и Неделя китайской музыки, в октябре — Декада китайского фильма, в ноябре — вечер памяти (к 1200-летию со дня смерти) поэта и художника Ван Вэя.